# Saltagenes osteni
Saltagenes osteni är en stekelart som beskrevs av Schonitzer 1995. Saltagenes osteni ingår i släktet Saltagenes och familjen brokparasitsteklar. Inga underarter finns listade i Catalogue of Life.